# Francesco Alidosi
Francesco Alidosi (Castel del Rio, 1455 - Ravenna, 24 de maio de 1511) foi um cardeal do século XVI.

## Primeiros anos
Nasceu em Castel del Rio em Ca. 1455/1460, Castel del Rio, diocese de Ímola. Terceiro filho de Giovanni Alidosi, signore de Castel del Rio, e Cipriana Franceschi. Ele era conhecido como o Cardeal de Pavia.

## Educação
"... todo engenhoso e elegante, que mostrava ao máximo, não sepe por motivo do tropo de educação liberal, que ebbe a desgraça de fortire, não seppe accopiare quel candore, e quella modestia, che fatto ne avrebbe the più bello , e vago ornamento..."

## Juventude
Familiar do Papa Sisto IV, que o nomeou scriptore apostólico. Foi para a França com o Cardeal Giuliano della Rovere, futuro Papa Júlio II, em 1494; mais tarde tornou-se seu secretário. Nomeado camareiro particular e tesoureiro geral da Santa Igreja Romana pelo Papa Júlio II em 1503. Tornou-se o braço direito do papa, que lhe permitiu combinar as armas dos Alidosi com as dos Della Rovere. Abade comendador de S. Salvatore di Spungia , diocese de Volterra.

## Episcopado
Eleito bispo de Mileto em 6 de março de 1504. Consagrado em 9 de abril de 1504, no Vaticano, Roma, pelo Papa Júlio II, auxiliado pelo Cardeal Antonio Pallavicini, bispo de Orsense, e pelo Cardeal Giovanni San Giorgio, bispo de Parma; na mesma cerimônia foram consagrados o cardeal Raffaele Sansone Riario, bispo de Albano; o cardeal Galeotto Franciotti della Rovere, bispo de Lucca; e os futuros cardeais Antonio Ferrero, bispo de Noli; e Gabriele de'Gabrilli, arcebispo de Urbino. Transferido para a Sé de Pavia em 26 de março de 1505; nesse mesmo dia o papa escreveu ao rei da França pedindo-lhe que aprovasse a transferência; ocupou a sé até sua morte.

## Cardinalato
Criado cardeal sacerdote no consistório de 1º de dezembro de 1505; muitos cardeais se opuseram à promoção; publicado em 12 de dezembro de 1505; recebeu o chapéu vermelho e o título de Ss. Nereo ed Achilleo, 17 de dezembro de 1505. Optou pelo título de Santa Cecília, 11 de agosto de 1506. Serviu como intermediário entre Michelangelo Buonarroti e o Papa Júlio II em 1506 e assinou em nome do papa o contrato para os afrescos de a Capela Sistina; e mais tarde, para a estátua do papa em Bolonha. Abade comendador de S. Lorenzo fuori le mura, Roma. Legado em Viterbo, março de 1507; recebeu as faculdades legatinas, em janeiro de 1508. Administrador da Sé de Leão, 1507; tomou posse em 25 de março de 1508; ocupou o cargo até sua morte. Legado na província de Patrimonio di San Pietro , 1507. Legado em Bolonha e Romagna, 19 de maio de 1508 até 1509; os resumos papais relativos às suas faculdades foram emitidos em 22 e 26 de maio de 1508 e em 1º de junho de 1508; distinguiu-se pela sua crueldade (3) e esforçou-se ativamente para destruir a influência política do Bentivoglio (4) . Em 22 de setembro de 1508, o cardeal foi a Viterbo visitar o papa, que cedeu a legação em Bolonha ao cardeal Ippolito d'Este de Ferrara. No mês de novembro seguinte, o papa retirou o cardeal Alidosi da legação. Nomeado legado na Romagna e Marche no início de 1509; tomou posse de Ravena em 29 de maio de 1509 e deixou seu irmão Obizzo como governador. Enviado como enviado ao rei da França, chegou junto com o cardeal François Guillaume de Castelnau-Clermont-Ludève a Mântua em 19 de junho de 1509. Nomeado bispo de Cremona pelo rei da França, sem aprovação papal, 1509. Em 4 de janeiro, Em 1510 o cardeal foi chamado de volta a Roma para responder ao Papa Júlio II sobre as reclamações dos bolonheses. Mas é mais provável que o papa o tenha chamado de volta para aproveitar a sua experiência e laboriosidade para negociar a paz com Veneza, alcançada em 24 de fevereiro de 1510; e para consultá-lo sobre a nova atitude que, depois da paz com Veneza, o papa foi forçado a tomar em relação ao rei Luís XII de França, ao Sacro Imperador Romano Maximiliano I e ao duque de Ferrara pela independência da Igreja e do liberdade da Itália em relação aos estrangeiros.
Em abril de 1510, para espanto e consternação de muitos notáveis bolonheses, o papa devolveu a legação daquela cidade ao cardeal Alidosi. Enquanto decorria a luta contra Veneza e aumentava o descontentamento dos bolonheses devido às suas extorsões e rigores, os bolonheses suspeitavam que o legado estava a lidar com os franceses; em 7 de outubro de 1510, quando o cardeal foi ao campo papal perto de Modena, o duque de Urbino mandou capturá-lo, algemá-lo e conduzi-lo de volta a Bolonha escoltado por 150 cavaleiros; do lado de fora da porta de S. Felice, doze balestrieri retiraram as algemas e o conduziram à praça como culpado de alta traição por causa de sua inteligência com os franceses; em vez de punir o legado, como esperavam e esperavam o duque de Urbino e os cidadãos de Bolonha, o papa permitiu-lhe justificar-se (5)e nomeou-o administrador apostólico da Sé de Bolonha em 18 de outubro de 1510; ocupou o cargo até sua morte. Em 28 de outubro de 1510, o cardeal Alidosi foi novamente feito prisioneiro pelo duque de Urbino por ter encontrado cartas de inteligência que havia negociado secretamente com o rei da França e com o duque de Ferrara, protetor do Bentivoglio; a confiança e a necessidade que o papa tinha de seu legado fizeram com que logo fosse libertado e devolvesse todas as suas honras. Em 14 de maio de 1511, enquanto ainda continuava a guerra contra Ferrara, o papa, para maior segurança, mudou sua residência de Bolonha para Ravenna, hospedando-se no mosteiro de S. Vitale dos beneditinos Cassinesi. Imediatamente, os partidários do Bentivoglio e todos aqueles que se opunham ao poder da igreja revoltaram-se com grande ímpeto; às 22 horas do dia 20 de maio, o Cardeal Alidosi, disfarçado, fugiu para Castel del Rio, levando todos os objetos preciosos e valores que pudesse carregar. O duque de Urbino, que estava às portas da cidade, abandonou apressadamente o campo, toda a artilharia, e quase todas as provisões e numerosas bandeiras nas mãos do inimigo. Em 23 de maio de 1511, Gian Giacomo Trivulzio, à frente de um exército francês, entrou em Bolonha com os Bentivoglio, que restauraram sua própria signoria. O papa notificou os cardeais da grave perda e acusou os cidadãos e o duque de Urbino de traição, dizendo que queria executar este último. Em vez disso, o duque Francesco Maria acusou o cardeal de traição. De Castel del Rio, o cardeal foi para Ravenna, e lá encontrou o papa para explicar o que havia acontecido; estava acompanhado do cunhado, Guido Vaini, e de 100 cavaleiros da guarda legatina. O Papa Júlio II estava convencido de que o traidor era seu neto. Em 24 de maio de 1511, o duque de Urbino foi a uma audiência com o papa, que o repreendeu duramente; o duque saiu da audiência com oito de seus fiéis e dirigiu-se à residência do cardeal Marco Vigero, perto de S. Vitale, onde estava alojado o cardeal Alidosi. Na via S. Vitale, os dois rivais voltaram a se encontrar; já era noite. O cardeal Alidosi estava acompanhado pela sua guarda e ia jantar com o papa, que o havia convidado. A escolta foi chefiada por Vaini; o cardeal, por cortesia ou por brincadeira, fez uma graciosa saudação ao duque; Francesco Maria, um jovem, ardendo de raiva, desmontou do cavalo e avançou em direção ao cardeal; pegou com a mão esquerda as rédeas da mula que o cardeal montava e esfaqueou-o na lateral enquanto gritava: Traditore, sei qui finalmente, ricevi quell che ti meriti(Traidor, você finalmente recebe o que merece). A ação foi tão inesperada que Guido Vaini, surpreso, não conseguiu socorrer o cunhado, que caiu da sela. Uma vez no chão, o capitão Mondolfo, com o punhal, cortou a bochecha e uma das orelhas do cardeal, enquanto Filippo Doria lhe deu o golpe mortal na cabeça. Então, os assassinos saíram ilesos. Antonio Cavalli, gentiluomo Ravennatese, fez com que o cardeal ferido fosse levado para casa; o cardeal, com o crucifixo na mão, exclamou várias vezes: propter peccata mea, propter peccata veniunt adversa (pelos meus pecados, pelos meus pecados veio a adversidade). Após aproximadamente uma hora de agonia, o cardeal Francesco Alidosi morreu às 22h do dia 24 de maio de 1511. Ele era protetor de Desidério Erasmo e patrono das artes.
Morreu em Ravenna em 24 de maio de 1511, às 22h. Os restos mortais do cardeal foram homenageados pelo Papa Júlio II com solenes exéquias na catedral de Ravenna, onde foram enterrados aos pés do ambon. Quando em 1745 a velha catedral foi demolida para reconstruí-la, o médico Gaspare Desiderio Martinetti, impediu que o crânio do cardeal se misturasse com os ossos dos demais corpos e o entregou aos beneditinos de S. Vitale, de quem passou para a Biblioteca Classense e foi exposto ao público. Mais tarde, o legado, cardeal Agostino Rivarola, mandou retirá-lo e enterrá-lo. Em 1863, na via S. Vitale 2 de Ravenna, no local onde ocorreu o fato, foi colocada uma placa comemorativa (6) . A partir de um reconhecimento feito em 20 de junho de 1968, ainda podiam ser notados os vestígios de clivagem que recebeu na cabeça. Na catedral de Ímola, há um cenotáfio encimado pela efígie do cardeal em baixo-relevo e, abaixo dele, uma placa de mármore que lembra ele e outros de sua família.